# Ayman Kari
Ayman Kari (Ivry-sur-Seine, 19 novembre 2004) è un calciatore francese, di ruolo centrocampista, attualmente svincolato.

## Carriera

### Club
Calcisticamente ha iniziato a muovere i primi passi nel mondo del calcio con il Villejuif. È poi entrato a far parte dell'Accademia del Paris Saint-Germain nel 2017.
Dopo aver ben impressionato con la squadra under 19 sia nel campionato Under-19 che in UEFA Youth League , ha ricevuto il premio Titi d'Or nel 2021, assegnato al miglior giocatore del settore giovanile dei parigini. Nel luglio 2022 ha prolungato il suo contratto con il PSG fino al 2024.
Il 5 gennaio 2023, Kari ha firmato il suo primo contratto professionistico con il PSG fino al 30 giugno 2025. Il 31 gennaio è stato ceduto in prestito al Lorient fino al termine della stagione con opzione per un ulteriore un anno. Sebbene l'accordo includesse anche un'opzione di acquisto, il PSG si è assicurato una clausola di riacquisto. Il 30 aprile 2023, Kari ha fatto il suo debutto nel secondo tempo della vittoria in trasferta per 3-1 proprio contro il PSG. Il 6 luglio 2023 il prestito viene rinnovato per un'ulteriore stagione.

### Nazionale
Ha giocato nelle nazionali giovanili francesi Under-18, Under-19 ed Under-20.

## Statistiche

### Presenze e reti nei club
Statistiche aggiornate al 24 aprile 2024.
| Stagione        | Squadra             | Campionato      | Campionato | Campionato | Coppe nazionali | Coppe nazionali | Coppe nazionali | Coppe continentali | Coppe continentali | Coppe continentali | Altre coppe | Altre coppe | Altre coppe | Totale | Totale | Totale |
| Stagione        | Squadra             | Comp            | Pres       | Reti       | Comp            | Pres            | Reti            | Comp               | Pres               | Reti               | Comp        | Pres        | Reti        | Pres   | Reti   |        |
| --------------- | ------------------- | --------------- | ---------- | ---------- | --------------- | --------------- | --------------- | ------------------ | ------------------ | ------------------ | ----------- | ----------- | ----------- | ------ | ------ | ------ |
| 2022-2023       | Lorient 2           | N2              | 1          | 0          |                 | -               | -               | -                  | -                  | -                  | -           | -           | -           | 1      | 0      |        |
| 2022-gen. 2023  | Paris Saint-Germain | L1              | 0          | 0          | CF              | 0               | 0               | UCL                | -                  | -                  | SF          | -           | -           | 0      | 0      |        |
| gen.-giu. 2023  | Lorient             | L1              | 5          | 0          | CF              | 0               | 0               |                    | -                  | -                  | -           | -           | -           | 5      | 0      |        |
| 2023-2024       | Lorient             | L1              | 14         | 1          | CF              | 1               | 0               |                    | -                  | -                  | -           | -           | -           | 15     | 1      |        |
| Totale Lorient  | Totale Lorient      | Totale Lorient  | 19         | 1          |                 | 1               | 0               |                    | -                  | -                  |             | -           | -           | 20     | 1      |        |
| Totale carriera | Totale carriera     | Totale carriera | 20         | 1          |                 | 1               | 0               |                    | -                  | -                  |             | -           | -           | 21     | 1      |        |

### Cronologia presenze e reti in nazionale
| Cronologia completa delle presenze e delle reti in nazionale ― Francia under 20 | Cronologia completa delle presenze e delle reti in nazionale ― Francia under 20 | Cronologia completa delle presenze e delle reti in nazionale ― Francia under 20 | Cronologia completa delle presenze e delle reti in nazionale ― Francia under 20 | Cronologia completa delle presenze e delle reti in nazionale ― Francia under 20 | Cronologia completa delle presenze e delle reti in nazionale ― Francia under 20 | Cronologia completa delle presenze e delle reti in nazionale ― Francia under 20 | Cronologia completa delle presenze e delle reti in nazionale ― Francia under 20 |
| Data                                                                            | Città                                                                           | In casa                                                                         | Risultato                                                                       | Ospiti                                                                          | Competizione                                                                    | Reti                                                                            | Note                                                                            |
| ------------------------------------------------------------------------------- | ------------------------------------------------------------------------------- | ------------------------------------------------------------------------------- | ------------------------------------------------------------------------------- | ------------------------------------------------------------------------------- | ------------------------------------------------------------------------------- | ------------------------------------------------------------------------------- | ------------------------------------------------------------------------------- |
| 22-3-2024                                                                       | Valencia                                                                        | Germania under 20                                                               | 3 – 1                                                                           | Francia under 20                                                                | Amichevole                                                                      | -                                                                               |                                                                                 |
| 25-3-2024                                                                       | Valencia                                                                        | Francia under 20                                                                | 4 – 4                                                                           | Germania under 20                                                               | Amichevole                                                                      | -                                                                               | 72’                                                                             |
| Totale                                                                          |                                                                                 | Presenze                                                                        | 2                                                                               |                                                                                 | Reti                                                                            | 0                                                                               |                                                                                 |

| Cronologia completa delle presenze e delle reti in nazionale ― Francia under 19 | Cronologia completa delle presenze e delle reti in nazionale ― Francia under 19 | Cronologia completa delle presenze e delle reti in nazionale ― Francia under 19 | Cronologia completa delle presenze e delle reti in nazionale ― Francia under 19 | Cronologia completa delle presenze e delle reti in nazionale ― Francia under 19 | Cronologia completa delle presenze e delle reti in nazionale ― Francia under 19 | Cronologia completa delle presenze e delle reti in nazionale ― Francia under 19 | Cronologia completa delle presenze e delle reti in nazionale ― Francia under 19 |
| Data                                                                            | Città                                                                           | In casa                                                                         | Risultato                                                                       | Ospiti                                                                          | Competizione                                                                    | Reti                                                                            | Note                                                                            |
| ------------------------------------------------------------------------------- | ------------------------------------------------------------------------------- | ------------------------------------------------------------------------------- | ------------------------------------------------------------------------------- | ------------------------------------------------------------------------------- | ------------------------------------------------------------------------------- | ------------------------------------------------------------------------------- | ------------------------------------------------------------------------------- |
| 16-11-2022                                                                      | Greenock                                                                        | Francia under 19                                                                | 7 – 0                                                                           | Kazakistan under 19                                                             | Qual. Europeo Under-19 2023                                                     | -                                                                               | 66’                                                                             |
| 19-11-2022                                                                      | Greenock                                                                        | Francia under 19                                                                | 2 – 0                                                                           | Islanda under 19                                                                | Qual. Europeo Under-19 2023                                                     | -                                                                               |                                                                                 |
| 22-11-2022                                                                      | Ayr                                                                             | Scozia under 19                                                                 | 1 – 3                                                                           | Francia under 19                                                                | Qual. Europeo Under-19 2023                                                     | -                                                                               | 49’                                                                             |
| 25-3-2023                                                                       | Orléans                                                                         | Francia under 19                                                                | 1 – 2                                                                           | Norvegia under 19                                                               | Qual. Europeo Under-19 2023                                                     | -                                                                               | 76’                                                                             |
| 28-3-2023                                                                       | Orléans                                                                         | Romania under 19                                                                | 2 – 4                                                                           | Francia under 19                                                                | Qual. Europeo Under-19 2023                                                     | -                                                                               | 76’                                                                             |
| Totale                                                                          |                                                                                 | Presenze                                                                        | 5                                                                               |                                                                                 | Reti                                                                            | 0                                                                               |                                                                                 |

## Palmarès
- Supercoppa francese: 1

Paris Saint-Germain: 2024
- Campionato francese: 1

Paris Saint-Germain: 2024-2025
- Coppa di Francia: 1

Paris Saint-Germain: 2024-2025